# U-1052
Unterseeboot 1052 foi um submarino alemão do Tipo VIIC, pertencente a Kriegsmarine que atuou durante a Segunda Guerra Mundial.

## Comandantes
| Comandante              | Data                                       |
| ----------------------- | ------------------------------------------ |
| Oblt. Friedrich Weidner | 20 de janeiro de 1944 - 4 de julho de 1944 |
| Oblt. Günther Scholz    | 5 de julho de 1944 - 9 de maio de 1945     |

## Subordinação
Durante o seu tempo de serviço, esteve subordinado às seguintes flotilhas:
| Período                                                                  | Flotilha                                |
| ------------------------------------------------------------------------ | --------------------------------------- |
| 20 de janeiro de 1944 - 4 de julho de 1944                               | 5. Unterseebootsflottille (treinamento) |
| 5 de julho de 1944 - 8 de maio de 1945 U-Abwehrschule (submarino escola) |                                         |